# Esus

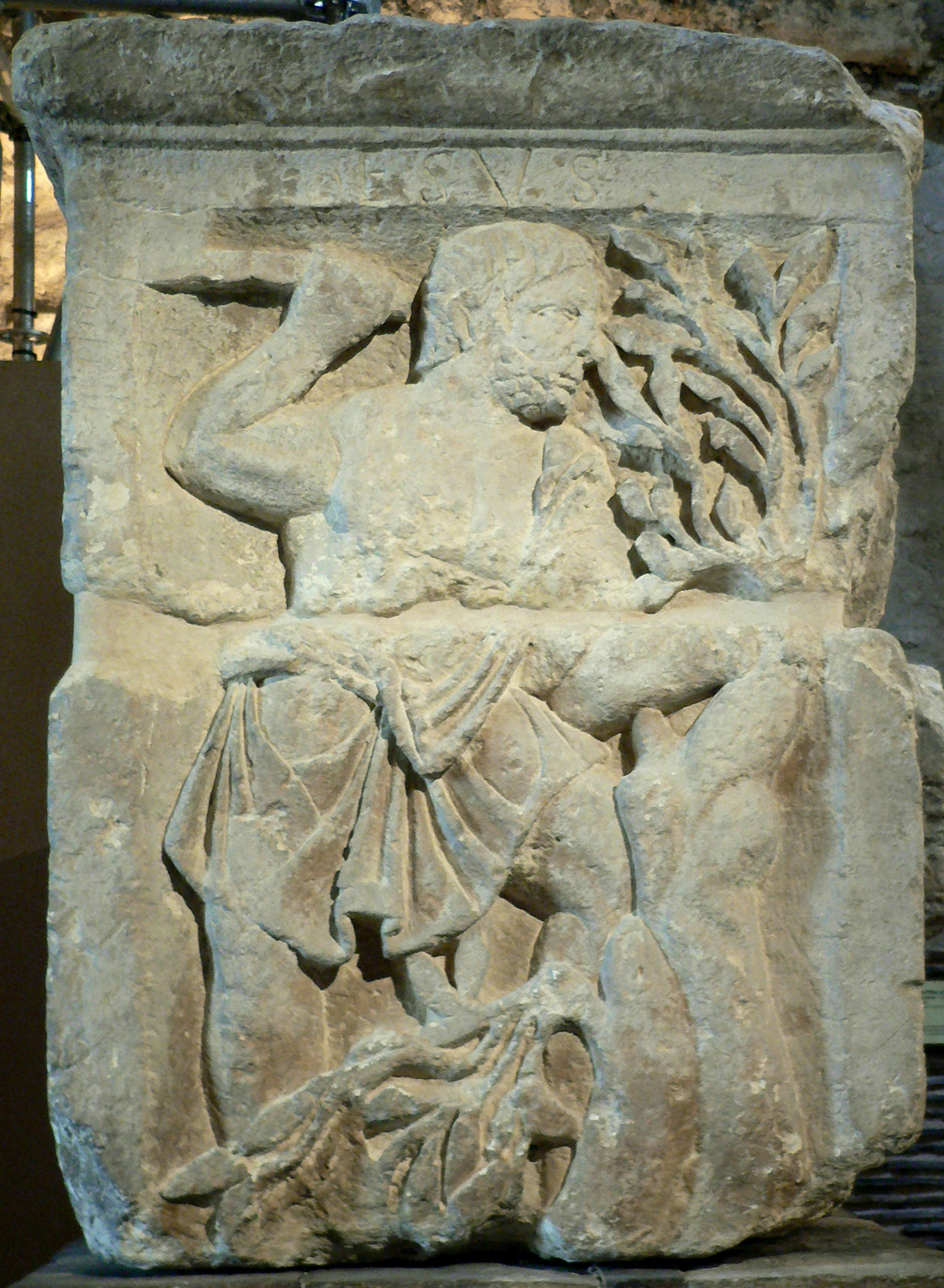
Esus na Sloupu převozníků, 1. století

Esus, též Hesus, je galský bůh. Podle Marca Lucana byl spolu s Toutatem a Taranisem nejdůležitějším galským božstvem. Doklady o jeho kultu byly nalezeny v dnešní Francii, Švýcarsku i Anglii. Etymologie jeho jména je nejasná, je vykládáno například jako „síla, „rychlý pohyb“ nebo „hněv“, s Esem může souviset jméno bretaňského města Essé, jméno kmene Esuvii v nedaleké Normandii a osobní jména Esugenos „Esův syn, Esem zplozený“ a Esunertus „silný jako Esus“.
Na Sloupu převozníků z 1. století je na jedné ze stran zobrazen Esus s plnovousem jak sekyrou kácí strom. Na jiné části sloupu je zobrazen býk a za ním strom podobný předchozímu na němž sedí tři práci s býkem, výjev je doprovázen Tarvos Trigaranus „býk s třemi jeřáby“. Na podobném reliéfu z Trevíru se zase objevuje motiv dřevorubce kácejícího strom s býčí hlavou a třemi ptáky v listoví.
Mezi písemné prameny zmiňující Esa patří pouze epos římského básníka Marca Lucana z 1. století Farsalské pole a komentář k tomuto dílu, zvaný Bernské komentáře, který však pochází až z 9. století. Lucanus uvádí následující galské bohy ctěné lidskými oběťmi:
| „ | ...příšernou krvavou oběť tam Teutatovi nosí, krutému božstvu, a hroznému Esovi v svatyni hrůzné, oltáři Taranise – je krutý jak Diāna skythská. | “ |

Bernské komentáře ztotožňují Esa s Martem a Merkurem a uvádí že mu byli lidé obětováni oběšením.
Na konci 4. století uvádí pořímštěný galský spisovatel a lékař Marcellus z Bordeaux ve své knize De medicamentis magickou formuli k bohu Aisusovi, užívanou při onemocnění krku.

## Hypotézy
Esus bývá vykládán jako bůh rostlinstva jehož moc přebývala v silných stromech. Byl také hledán vztah mezi Esem a irským hrdinou Cú Chulainnem na základě spojení obou s jeřáby či volavkami, po pečlivém interpretaci pramenů však byla tato hypotéza zavržena. Kromě toho se objevili také spekulace na základě podobnosti jmen Esus a Jesus/Ježíš podpořené symbolikou oběšence na stromě, tento motiv se objevuje například v románu Daughter of the Shining Isles od Elizabeth Cunningham.
Americký mytolog Jaan Puhvel ztotožnil Esa s dvěma dalšími galskými božstvy: „Merkurem“ zmiňovaným Caesarem a Lugem. „Merkur“, římská interpretace galského božstva jehož přesná identita je nejistá, byl podle Caesara nejvíce uctíváným galským bohem a vynálezcem všech řemesel. Tento „Merkur“ je často ztotožňován s Lugem, božstvem u kterého prakticky známe jen jméno, ale jehož irský jmenovec Lug je titulován jako Samildánach „mistr všech řemesel“. Podle Puhvela triáda Esus, Taranis a Teutatis odpovídá třem indoevropským funkcím a je dalších trojic jako je římská Jupiter, Mars a Quirinus nebo severská Ódin, Thór a Frey. V tomto kontextu na fakt že jak Esovi tak Ódinovi byli lidé obětováni oběšením a že Římané obě božstva ztotožňovali s Merkurem. Motiv dřevorubce kácejího strom s třemi ptáky objevujcící se na reliéfu z Trevíru spojuje s indickým mýtem o Indrovi, který po porážce svého protivníka najal dřevorubce, aby za něj usekl hlavu nepřítele sekyrou a z krků poté vyletěli tři ptáci.